# Autoroute A 23
Die Autoroute A 23 ist eine französische Autobahn und verbindet Lesquin mit Valenciennes. Sie hat eine Länge von 43 km.
Diese Straße war bis 1982 die C 27. Der südliche Abschnitt von Orchies nach Valenciennes wurde vor allem durch den Ausbau der alten N 49 hergestellt, während der nördliche Abschnitt von Orchies nach Lille, der zuerst eröffnet wurde, komplett neu gebaut wurde.
Die Nutzung der Autobahn ist gebührenfrei. Sie wird von der Autobahngesellschaft DIR Nord unterhalten.

## Geschichte
- 15. Januar 1974: Eröffnung des Abschnitts Lesquin - Orchies (A 27 - Ausfahrt 2)
- 24. August 1976: Eröffnung des Abschnitts Orchies - La Sentinelle (Ausfahrt 2 - A 2)